# 弗蘭奇科勒爾 (加利福尼亞州)
弗蘭奇科勒爾（英語：French Corral）是位於美國加利福尼亞州內華達縣的一個非建制地區。該地的面積和人口皆未知。

## 地理
弗蘭奇科勒爾的座標為39°18′22″N 121°09′41″W / 39.30611°N 121.16139°W，而該地的平均海拔高度為467米（即1532英尺）。